# Barbara Frei-Spreiter

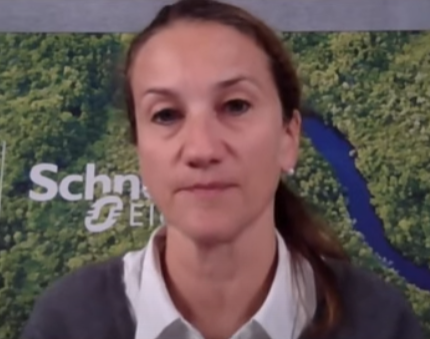

Barbara Frei-Spreiter (* 1970 in Männedorf) ist eine Schweizer Managerin und Verwaltungsrätin. Sie ist seit Anfang 2019 Europa-Chefin bei Schneider Electric.

## Werdegang
Sie studierte und promovierte an der ETH Zürich als einzige Frau ihres Studiengangs in der Fachrichtung Maschinenbau. Sie hält zudem einen MBA-Abschluss des Instituts IMD Lausanne. Sie war seit 1998 18 Jahre lang in leitenden Funktionen bei der ABB tätig, unter anderem als Länderchefin in Tschechien und Italien.
Sie ist seit 2012 Verwaltungsrätin bei Swisscom und seit 2018 des Schweizer Immobilienentwicklers SPS. Auch der grösste Vermögensverwalter der Welt Blackrock unterstützte im jahrelangen Kampf für mehr Diversität in den obersten Strategiegremien der Konzernwelt ihre Kandidatur bei SPS.
Barbara Frei-Spreiter ist verheiratet und Mutter eines Sohnes sowie einer Tochter.

## Mandate
- Swisscom: seit 2012 Verwaltungsrätin[5]
- SPS: seit 2018 Verwaltungsrätin[9]